# 梅花鹿
（學名：Cervus nippon）又名花鹿、日本鹿，是鹿科的动物。

## 分佈地區
分佈於東亞。範圍從西伯利亞到韓國、中國大陸東北部吉林、台灣、越南，在日本等西太平洋島嶼也有分佈。而日本的梅花鹿主要分佈於北海道，19世紀曾經被獵到幾乎絕種。20世紀中開始立法保護，族群在1950年代到1980年代快速恢復。由於缺乏天敵（日本狼已滅絕），狩獵被鼓勵來控制族群，限制鹿群對農業的傷害。梅花鹿也被引進到澳大利亞、歐洲和美國。原先的目的是作為動物公園觀賞用的動物，但現在許多變成野生。

## 生物特徵
成鹿体长约1.5米。體重70-100公斤。毛色夏季为栗红色，有许多白斑，状似梅花；冬季为烟褐色，白斑不显著。颈部有鬣毛。雄性第二年起生角，每年增加一叉，五岁后分四叉止。
聽覺及嗅覺發達，喜愛群居，擅長奔跑。歲半至兩歲半成熟。每年9-11月交配，5-7月產子，每胎有一隻或兩隻小鹿。

## 圖集

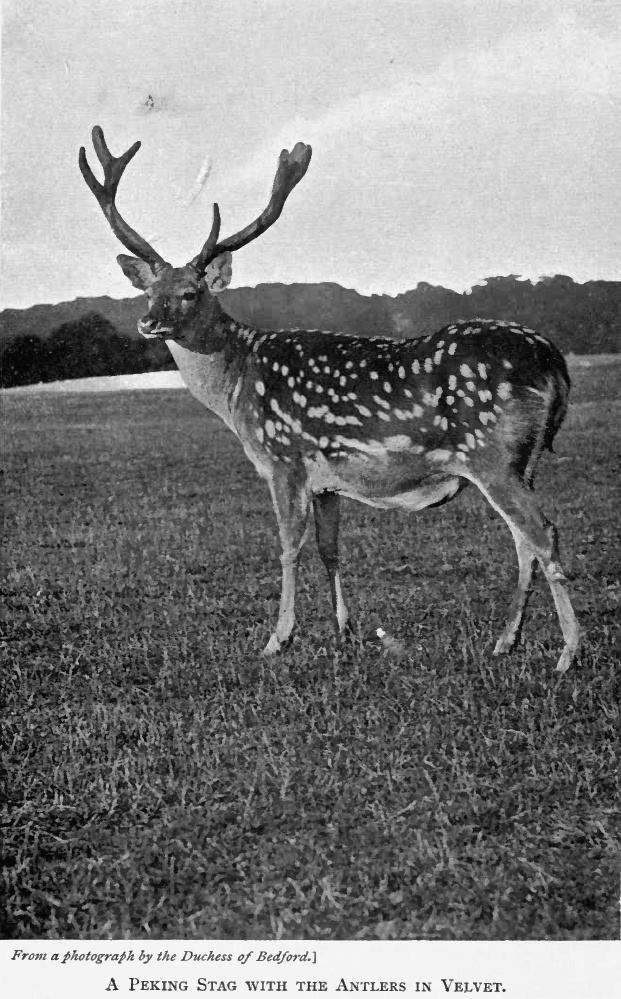
梅花鹿
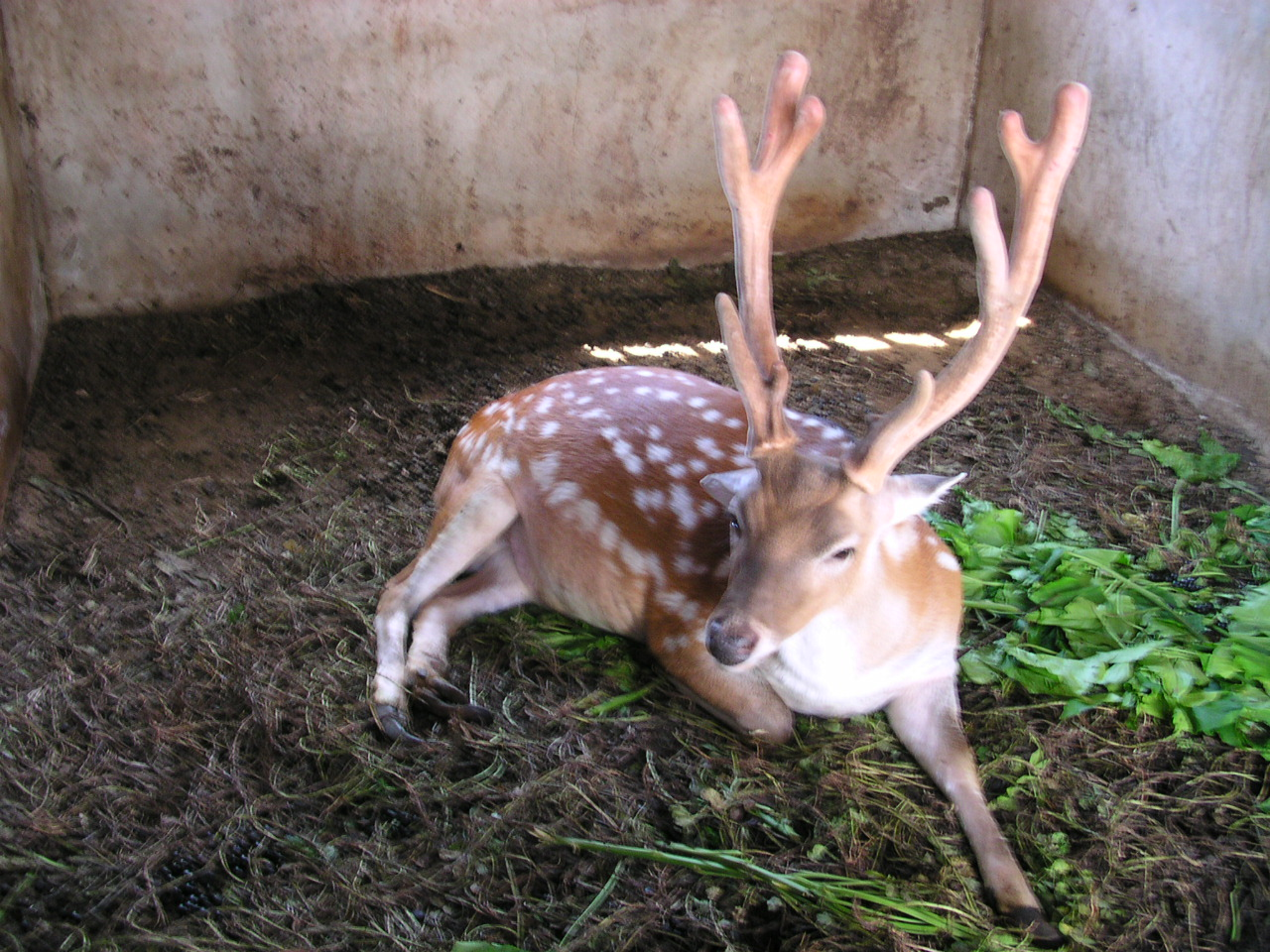
台灣梅花鹿♂
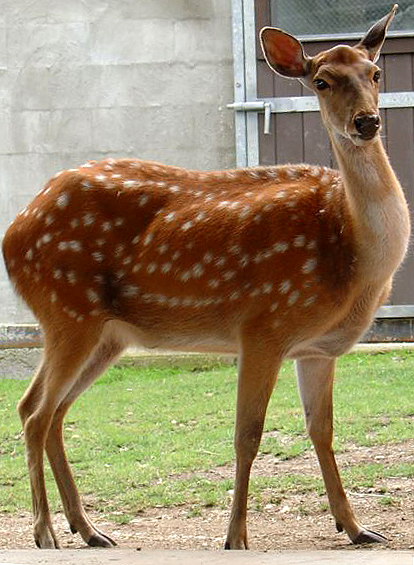
台灣梅花鹿♀
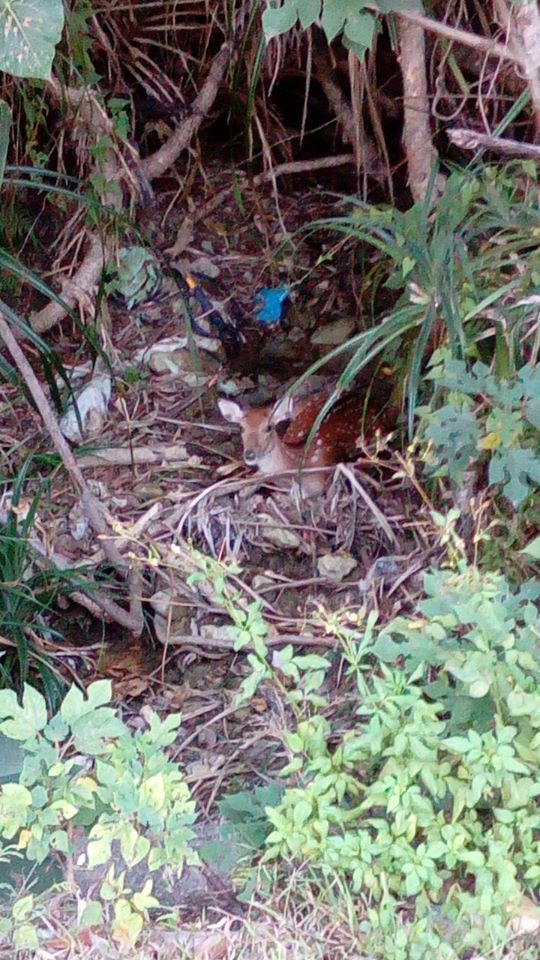
棲息於墾丁牧場的一隻梅花鹿
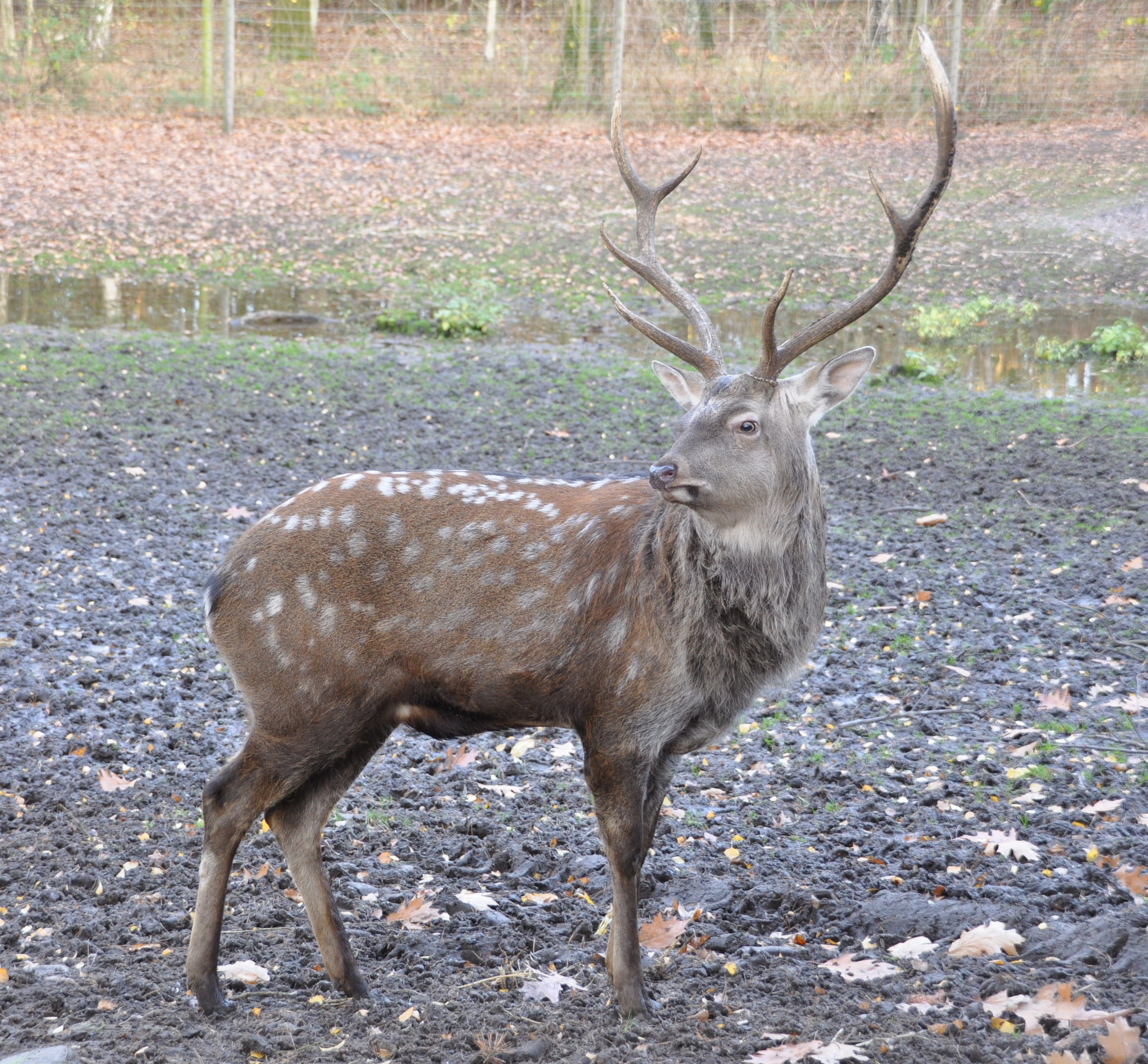
東北梅花鹿 C. n. hortulorum
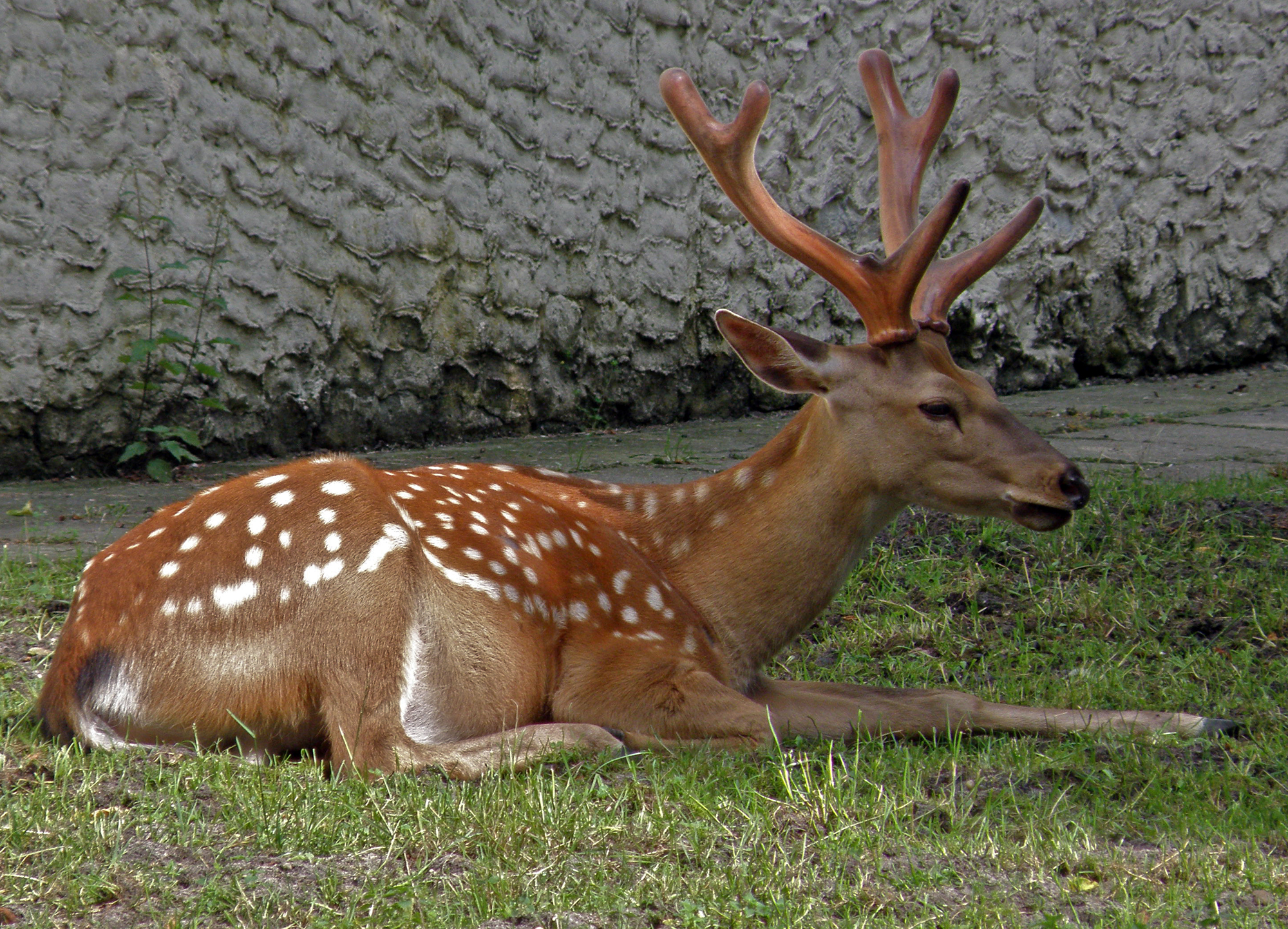
滿洲梅花鹿 C. n. mantchuricus
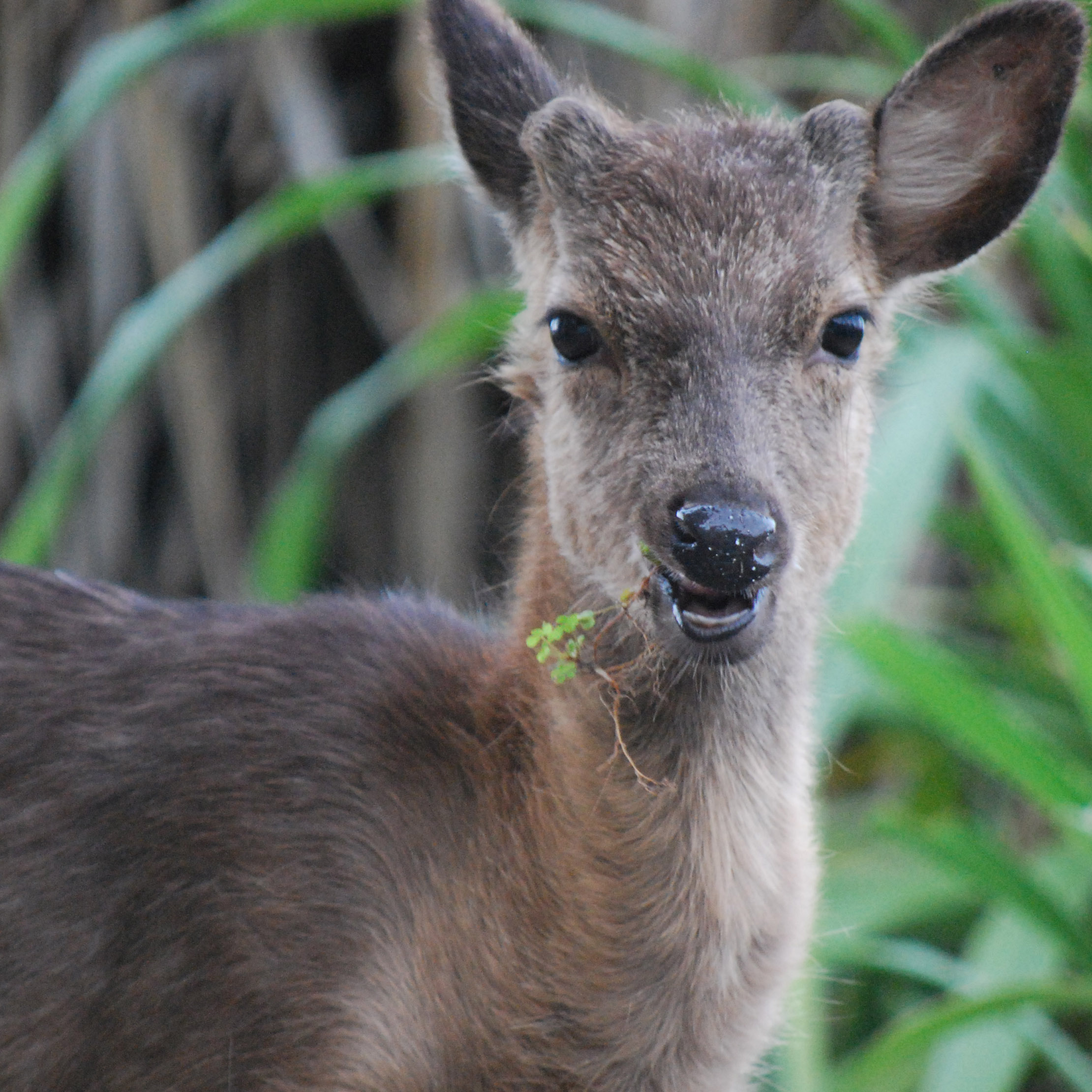
慶良間鹿 C. n. keramae
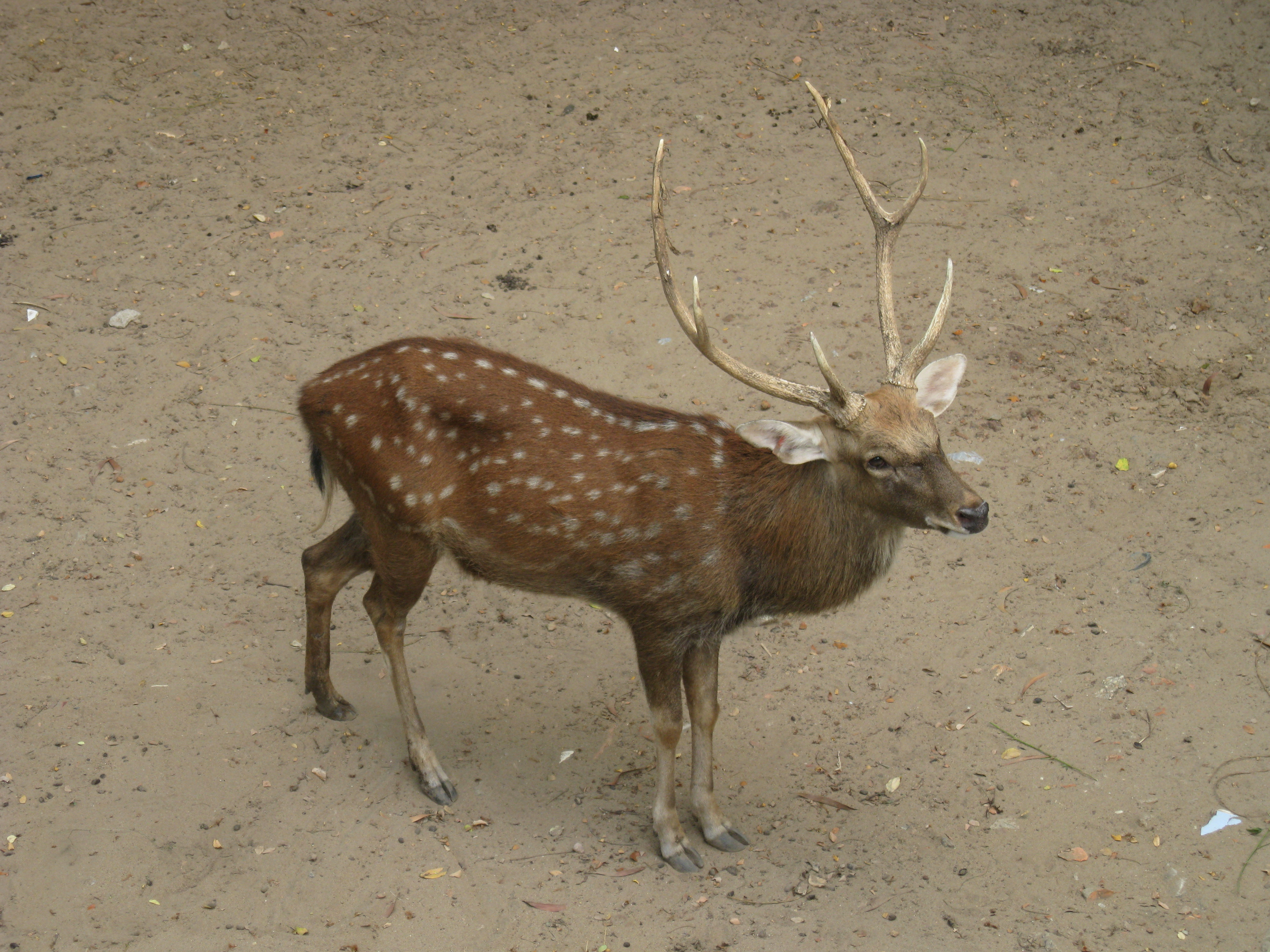
越南梅花鹿 C. n. pseudaxis
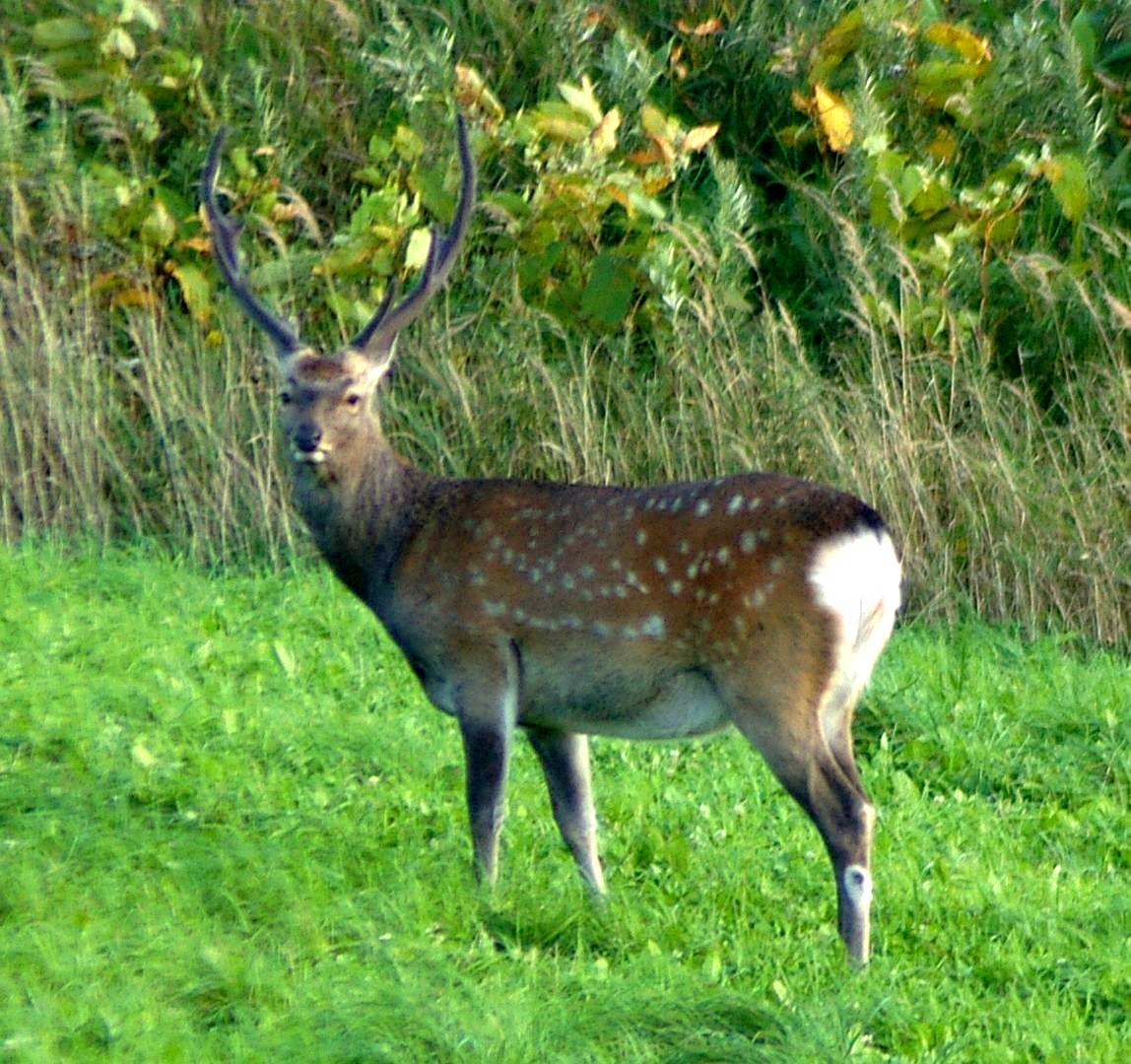
蝦夷鹿 C. n. yesoensis

## 外部連結
- 鹿茸 Lurong （页面存档备份，存于） 中藥材圖像數據庫 (香港浸會大學中醫藥學院)
- 梅花鹿 Mei Hua Lu （页面存档备份，存于） 中藥標本數據庫 (香港浸會大學中醫藥學院) （繁體中文）（英文）